# تود هوارث (مغني)
تود هوارث (بالإنجليزية: Tod Howarth)‏ هو مغني أمريكي، ولد في 24 سبتمبر 1957 في سان دييغو في الولايات المتحدة.

## وصلات خارجية
- تود هوارث على موقع ميوزك برينز (الإنجليزية)
- تود هوارث على موقع أول ميوزيك (الإنجليزية)
- تود هوارث على موقع ديسكوغز (الإنجليزية)